# Moro (Oregon)
Moro è una città degli Stati Uniti d'America situata nell'Oregon, nella Contea di Sherman, della quale è anche il capoluogo.